# Mohun Bagan AC

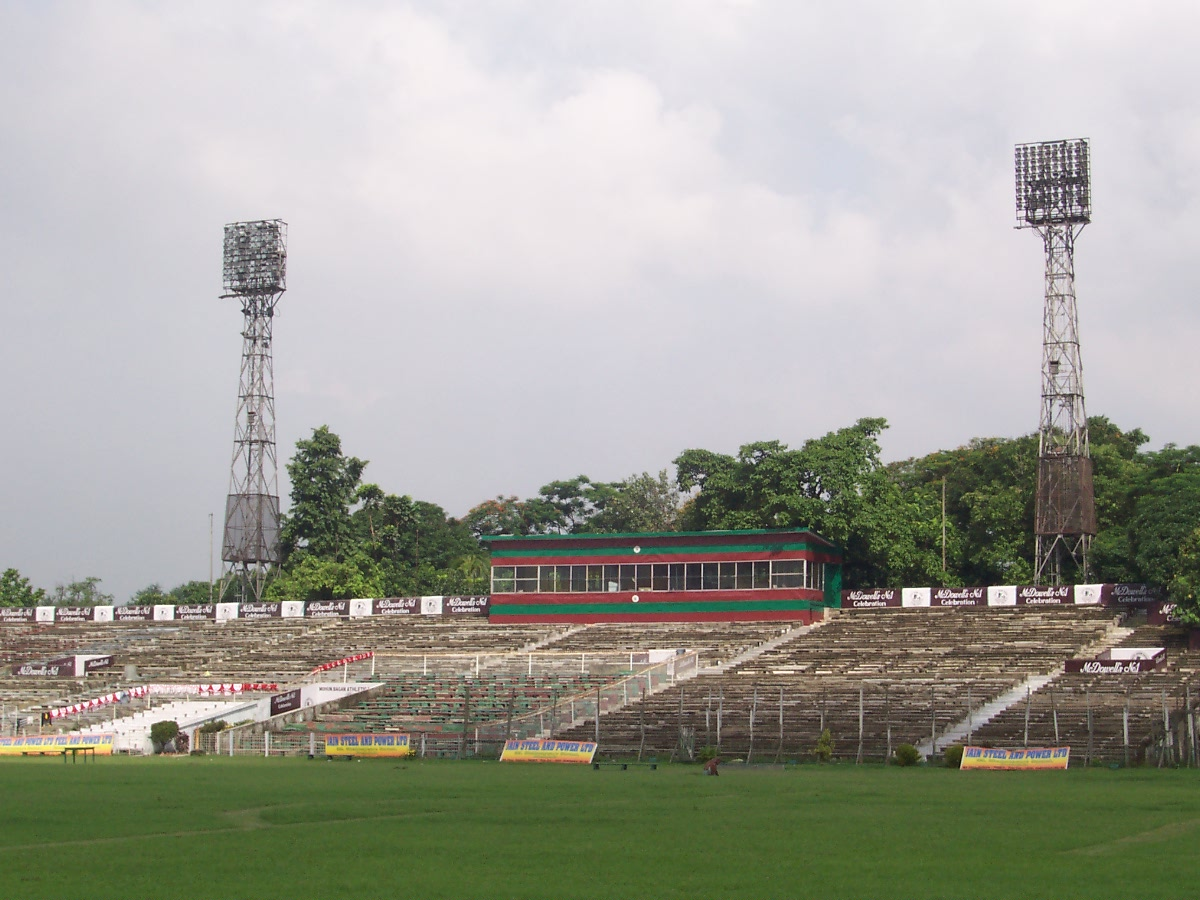
Der vereinseigene Mohun Bagan Ground

Mohun Bagan Athletic Club (bengalisch মোহনবাগান অ্যাথলেটিক ক্লাব mohanbāgān ayāthleṭik klāb) ist ein indischer Fußballclub in Kalkutta, Westbengalen. Der Verein wurde 1889 gegründet und ist einer der ältesten Vereine in ganz Asien. Weiterhin ist Mohun Bagan einer der erfolgreichsten Vereine in Indien. Ihr großer Stadtrivale ist der SC East Bengal. Ihre Derbys werden als Boro Match bezeichnet. Der Verein ist momentan im Besitz von ATK Mohun Bagan Private Limited.

## Geschichte
Mohun Bagan ist einer der ältesten Fußballvereine in Asien. Er wurde am 15. August 1889 gegründet und erhielt 1989 den Titel National Club of India, womit die Mannschaft von 1911 geehrt wurde, die damals die Briten im IFA Shield geschlagen hat. Dieses Ereignis hat einen großen Stellenwert für den Verein, da damit die Auflehnung gegen die britische Kolonialherrschaft zum Ausdruck gebracht wurde. Der erste Präsident dieses Vereins war Bhupendra Nath Bose, der gleichzeitig Präsident des Indischen Nationalkongresses war. Mohun Bagan Club verfügt über eine Fußball-Akademie in Zusammenarbeit mit der Steel Authority of India (SAIL) in Durgapur. Am 27. Mai 2008 spielte Mohun Bagan gegen den deutschen Fußballrekordmeister FC Bayern München anlässlich dessen Asienreise. Es war das letzte Spiel für den Torhüter Oliver Kahn und den Trainer Ottmar Hitzfeld. Mohun Bagan verlor mit 0:3.
Nach einem 4. Platz in der Saison 2007/08 beendete der Verein die abgelaufene Saison 2008/09 auf dem zweiten Platz. Der Verein spielte in der indischen I-League und wurde am 29. Dezember 2012, aufgrund anhaltender Fanausschreitungen bis 2015 aus der I-League verbannt. Wie es mit dem Verein weitergeht war zu dieser Zeit offen. Die Verbannung wurde später aufgehoben, jedoch musste Mohun Bagan AC eine Geldstrafe bezahlen und sie verloren alle Punkte. Sie waren aber berechtigt alle noch anzustehenden Spiele in der Saison zu spielen.

## Erfolge
- Indian Super League: 2023/24

- I-League Meisterschaften: 5
  - Meister: 1997/98, 1999/00, 2001/02, 2014/15, 2019/20[7]
  - Vizemeister 2008/09, 2015/16, 2016/17

- Durand Cup Siege: 16
  - Sieger: 1953, 1959, 1960, 1963, 1964, 1965, 1974, 1977, 1979, 1980, 1982, 1984, 1985, 1986, 1994, 2000

- Federation Cup: 14
  - Sieger: 1978, 1980, 1981, 1982, 1986, 1987, 1992, 1993, 1994, 1998, 2001, 2006, 2008, 2016

- Super Cup Indien Siege: 2
  - Sieger: 2007, 2009

- Calcutta Football League 30
  - Sieger: 1939, 1943, 1944, 1951, 1954, 1955, 1956, 1959, 1960, 1962, 1963, 1964, 1965, 1969, 1976, 1978, 1979, 1983, 1984, 1986, 1990, 1992, 1994, 1997, 2001, 2005, 2007, 2008, 2009, 2018

- IFA Shield Siege: 22
  - Sieger: 1911, 1947, 1948, 1952, 1954, 1956, 1960, 1961, 1962, 1967, 1969, 1976, 1977, 1978, 1979, 1981, 1982, 1987, 1989, 1998, 1999, 2003

- Rovers Cup Siege: 14
  - Sieger: 1955, 1966, 1968, 1970, 1971, 1972, 1976, 1977, 1981, 1985, 1988, 1991, 1992, 2000